# 笑える新世代の逆襲 よくできたネタ!テン
『笑える新世代の逆襲 よくできたネタ!テン』（わらえるしんせだいのぎゃくしゅう よくできたネタ!テン）は、TBS系列で放送された特別番組・お笑い番組である。

## 出演者

### MC
- ブラックマヨネーズ
- 関根勤

### ナレーション
- 村田秀亮（とろサーモン）

## ネット局
| 放送対象地域   | 放送局                | 系列    | 放送日時                     | 遅れ日数   |
| -------------- | --------------------- | ------- | ---------------------------- | ---------- |
| 関東広域圏     | TBSテレビ（TBS）      | TBS系列 | 2013年4月1日 23:58 - 翌0:58  | 制作局     |
| 北海道         | 北海道放送（HBC）     | TBS系列 | 2013年4月1日 23:58 - 翌0:58  | 同時ネット |
| 岩手県         | IBC岩手放送（IBC）    | TBS系列 | 2013年4月1日 23:58 - 翌0:58  | 同時ネット |
| 山形県         | テレビユー山形（TUY） | TBS系列 | 2013年4月1日 23:58 - 翌0:58  | 同時ネット |
| 福島県         | テレビユー福島（TUF） | TBS系列 | 2013年4月1日 23:58 - 翌0:58  | 同時ネット |
| 静岡県         | 静岡放送（SBS）       | TBS系列 | 2013年4月1日 23:58 - 翌0:58  | 同時ネット |
| 愛媛県         | あいテレビ（ITV）     | TBS系列 | 2013年4月1日 23:58 - 翌0:58  | 同時ネット |
| 中京広域圏     | 中部日本放送（CBC）   | TBS系列 | 2013年4月3日 23:58 - 翌0:58  | 2日遅れ    |
| 石川県         | 北陸放送（MRO）       | TBS系列 | 2013年4月17日 1:05 - 2:00    | 16日遅れ   |
| 岡山県・香川県 | 山陽放送（RSK）       | TBS系列 | 2013年4月17日 23:53 - 翌0:53 | 16日遅れ   |
| 宮城県         | 東北放送（TBC）       | TBS系列 | 2013年4月19日 0:25 - 1:25    | 18日遅れ   |
| 青森県         | 青森テレビ（ATV）     | TBS系列 | 2013年4月22日 23:58 - 翌0:58 | 21日遅れ   |
| 沖縄県         | 琉球放送（RBC）       | TBS系列 | 2013年4月23日 14:55 - 15:55  | 22日遅れ   |
| 長野県         | 信越放送（SBC）       | TBS系列 | 2013年4月26日 0:28 - 1:28    | 25日遅れ   |
| 広島県         | 中国放送（RCC）       | TBS系列 | 2013年4月27日 0:55 - 1:55    | 26日遅れ   |
| 鳥取県・島根県 | 山陰放送（BSS）       | TBS系列 | 2013年5月20日 23:57 - 翌0:57 | 49日遅れ   |
| 鹿児島県       | 南日本放送（MBC）     | TBS系列 | 2013年5月31日 1:05 - 2:05    | 60日遅れ   |
| 新潟県         | 新潟放送（BSN）       | TBS系列 | 2013年8月15日 0:46 - 1:46    | 136日遅れ  |

## スタッフ
- 構成：石原健次、樅野太紀、酒井義文、谷口マサヒト
- TP：四藤史郎
- SW：前田昌彦
- CAM：袖垣竜也
- VE：鈴木柴織
- 音声：山崎勝彦
- 照明：井村江美
- 美術：松沢由之
- デザイン：野口陽介
- 進行：山口武治
- 大道具：大坪信昭
- アクリル装飾：石橋誉礼
- 電飾：森智
- メイク：石月裕子
- 編集：藤井竜也
- MA：山本宗太
- 音効：遠藤治朗
- 協力：Trash、アーチェリープロダクション、フジアール、glow、Y.D.S、ビープス、ルミネtheよしもと、ヨシモト∞ホール、神保町花月、浅草花月
- 機器協力：第一興商
- キャスティング協力：田村力（ビーオネスト）
- 編成：藤原麻知
- 宣伝：奥住達也
- AP：福岡雅秀、鈴木美帆
- デスク：岡田理絵子
- AD：杉本諭久、大城
- ディレクター：茂木孝太、緑川大介、加藤展康
- 演出：中田三浩
- 総合演出：岡田秀行（b-DASH）
- プロデューサー：稲富聡（よしもとクリエイティブ・エージェンシー）、林敏博（b-DASH）
- 制作協力：b-DASH
- 製作：吉本興業、TBS